# Braszewicze (gmina)
Braszewicze – dawna gmina wiejska istniejąca do 1939 roku w woj. poleskim (obecnie na Białorusi). Siedzibą władz gminy były Braszewicze (264 mieszk. w 1921 roku).
Początkowo gmina należała do powiatu kobryńskiego. 12 grudnia 1920 r. została przyłączona do nowo utworzonego powiatu drohickiego pod Zarządem Terenów Przyfrontowych i Etapowych. 19 lutego 1921 r. wraz z całym powiatem weszła w skład nowo utworzonego województwa poleskiego. 1 stycznia 1926 roku do gminy Braszewicze przyłączono część obszaru gmin Imienin i Wołowiel (Woławel). 18 kwietnia 1928 roku z gminy wyłączono wieś Symonowicze do gminy Chomsk, przyłączono natomiast część zniesionej gminy Imienin, a także całą gminę Woławel. Tę ostatnią wyłączono ponownie 19 października 1928, reaktywując jednostkę.
Po wojnie obszar gminy Braszewicze wszedł w struktury administracyjne Związku Radzieckiego.